# Santa Inés Morelos
Santa Inés Morelos är en ort i Mexiko.   Den ligger i kommunen Zautla och delstaten Puebla, i den sydöstra delen av landet, 150 km öster om huvudstaden Mexico City. Santa Inés Morelos ligger 1 843 meter över havet och antalet invånare är 170.
Terrängen runt Santa Inés Morelos är huvudsakligen lite bergig. Santa Inés Morelos ligger nere i en dal som går i nord-sydlig riktning. Runt Santa Inés Morelos är det ganska tätbefolkat, med 75 invånare per kvadratkilometer. Närmaste större samhälle är Zaragoza, 14,3 km öster om Santa Inés Morelos. I omgivningarna runt Santa Inés Morelos växer huvudsakligen savannskog.